# James Franciscus
James Grover Franciscus (31 januari 1934 - 8 juli 1991) was een Amerikaanse acteur, bekend om zijn rollen in speelfilms en in vier televisieseries: Mr. Novak, Naked City, The Investigators en Longstreet.

## Filmografie (selectie)
- Naked City (1958-1959) (tv-serie)
- The Investigators (1961) (tv-serie)
- Mr. Novak (1963-1965) (tv-serie)
- Beneath the Planet of the Apes (1970)
- The Cat o' Nine Tails (1971)
- Longstreet (1971-1972) (tv-serie)
- Jonathan Livingston Seagull (1973, stemrol)
- Doc Elliot (1973-1974) (tv-serie)
- Hunter (1976-1977) (tv-serie)
- City on Fire (1979)
- When Time Ran Out... (1980)